# Klovborg Kirke
Klovborg kirke – eller Skade kirke, som er dens rette navn – ligger få hundrede meter nord for Klovborg by og er karakteristisk ved sit lave tårn (som oprindeligt har været højere) og ved koret, som er ud i et med selve kirkeskibet
- Selve kirkeskibet kan spores tilbage til først i 1200-tallet
- Tårnet er fra 1500-tallet – i 1626 reduceret i højden
- Kirkeskibets hvælvinger er fra samme periode som tårnet
- Kor og apsis er fra sidste del af 1500-tallet og erstatter et tidligere,

mindre kor
- Under korets gulv er der en gravkrypt med ca. 37 kister med tilhørsforhold til godset Mattrup, som ligger lidt øst for Klovborg
- I koret er der to fornemme epitafier fra henholdsvis ca. 1570 og 1765.
- Meget speciel, muret prædikestol – nuværende bemaling udført af Ingolf Røjbæk i 1961
- Våbenhuset er bygget omkring år 1700
- Gammel Kirkeklokken er fra 1591 Ny kirkeklokke installeret 2018 da den gamle klokke var revnet. Samtidig blev ringningen automatisk.
- Kapellet er bygget i 1930 og senere udvidet i 1980.
- Kirken blev gennemgribende restaureret indvendig og udvendig 1992-96 med bl.a. nye bænke og nyt varmesystem

## Eksterne kilder og henvisninger
- Wikimedia Commons har flere filer relateret til Klovborg Kirke
- Klovborg Kirke hos KortTilKirken.dk
- Klovborg Kirke hos danmarkskirker.natmus.dk (Danmarks Kirker, Nationalmuseet)